# Peter Paillou

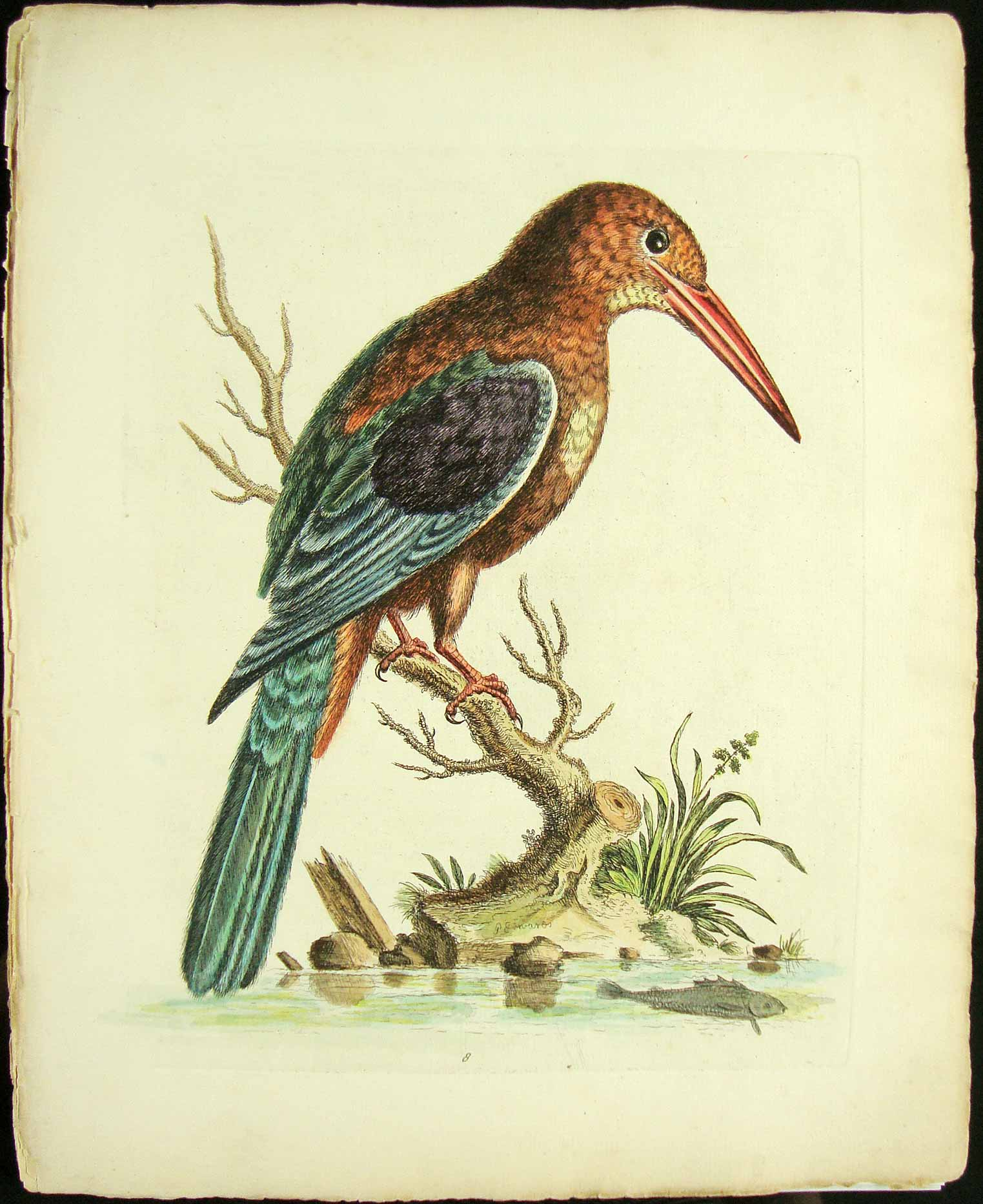
Pintura de "Great Kingfisher" per Peter Paillou. Làmina de color en A Natural History of birds per George Edwards, 1740–50

Peter Paillou (c.1720 – c.1790) va ser un artista britànic conegut per les seves pintures d'ocells, moltes de les quals van ser utilitzades com a il·lustracions de llibres.

## Vida i carrera

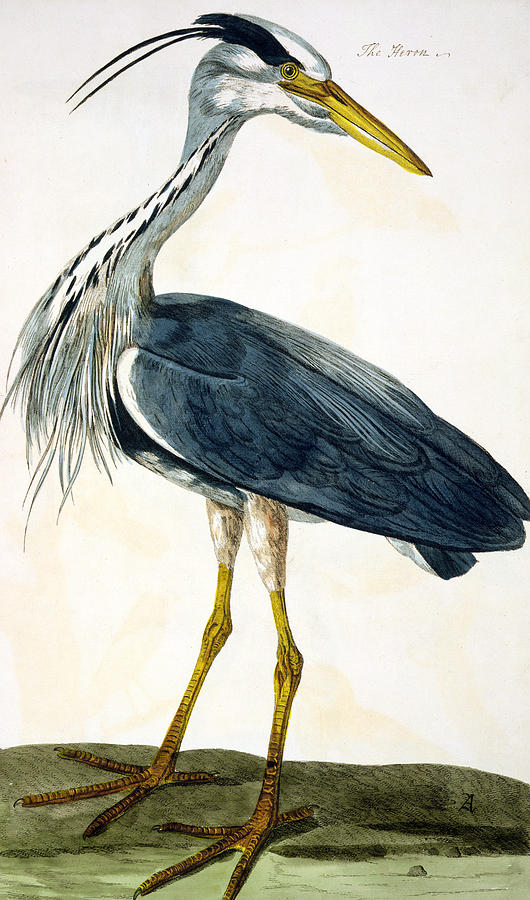
"The Heron" gravat per Peter Mazell el 1766, des de la pintura de Peter Paillou a The British Zoology, Class II: Birds

No es coneix gaire de la joventut de Paillou, però es creu que va venir a la Gran Bretanya des de França a principis del xviii.
Se li va donar un encàrrec de pintar un faisà daurat el 1745. Va ser contractat per Thomas Pennant per pintar imatges d'ocells, molts dels quals van ser gravats per Peter Mazell com a làmines dels llibres de Pennant.
Va elaborar un gran nombre de les pintures que representaven diferents tipus de clima de Thomas Pennant, probablement sota comissió, i alguns d'aquests es troben a la Col·lecció Pennant de la Biblioteca Nacional de Gal·les.

## Familia
El seu fill, també conegut com a Peter Paillou (1757–1831), va ser un pintor de retrats, incloent el gènere de les miniatures. Va exercur a Londres durant 20 anys abans de marxar a Glasgow per alguns anys, on va cobrar vuit guineas per una miniatura i deu guineas per un retrat de tres quarts de longitud retrat en oli.

## Obra
- Colour plates in A natural history of birds by George Edwards, 1740–50.